# Medea (Friaul-Julisch Venetien)
Medea (furlanisch Migjee, deutsch veraltet Mödan) ist eine Gemeinde in der italienischen Region Friaul-Julisch Venetien mit 947 Einwohnern (Stand 31. Dezember 2023). Der Ort besteht aus den Ortsteilen Ara Pacis, Monte di Medea und Sant’Antonio.
Die Nachbargemeinden sind Chiopris-Viscone, Cormòns, Mariano del Friuli, Romans d’Isonzo und San Vito al Torre.